# سا گراندا (متروی میلان)
سا گراندا (انگلیسی: Ca' Granda) ایستگاهی در خط ۵ متروی میلان است که در سال ۲۰۱۳ افتتاح گردید.